# Franciszek Zalewski (wojskowy)
Franciszek Zalewski (ur. 4 października 1882 w Pniewiskach, zm. 3 stycznia 1970 w Michalinie) – podpułkownik lekarz Wojska Polskiego, działacz niepodległościowy, doktor wszech nauk lekarskich, chirurg.

## Życiorys
Urodził się 4 października 1882 we wsi Pniewiski, w ówczesnym powiecie konstantynowskim guberni siedleckiej, w rodzinie Mikołaja Michała (1851–1940) i Józefy z Tarkowskich (1853–1920). Był młodszym bratem Pauliny (1878–1981), której syn Józef Franciszek Kołodziejski (1903–1974) był podpułkownikiem dyplomowanym Wojska Polskiego.
15 listopada 1919 został przyjęty do Wojska Polskiego, mianowany kapitanem lekarzem, zaliczony do rezerwy armii, powołany do służby czynnej na czas wojny i przydzielony do szpitala załogi w Skierniewicach. 24 września 1920 został zatwierdzony z dniem 1 kwietnia 1920 w stopniu kapitana, w Korpusie Lekarskim, w grupie oficerów byłych Korpusów Wschodnich i byłej armii rosyjskiej. W dalszym ciągu pełnił służbę w Szpitalu Wojskowym w Skierniewicach.
1 czerwca 1921 był słuchaczem Kursu Wyszkolenia Lekarzy Wojskowych, a jego oddziałem macierzystym była kompania zapasowa sanitarna nr 2. 3 maja 1922 został zweryfikowany w stopniu majora ze starszeństwem od 1 czerwca 1919 i 144. lokatą w korpusie oficerów sanitarnych, grupa lekarzy, a jego oddziałem macierzystym była nadal kompania zapasowa sanitarna nr 2. W latach 1922–1923 pełnił służbę w Szpitalu Rejonowym we Włocławku, a jego oddziałem macierzystym był 8 batalion sanitarny. W 1924 był przydzielony do Oficerskiej Szkoły Artylerii w Toruniu na stanowisko naczelnego lekarza. Następnie pełnił służbę w 6 Szpitalu Okręgowym we Lwowie. 2 grudnia 1930 prezydent RP nadał mu stopień podpułkownika ze starszeństwem z dniem 1 stycznia 1931 i 9. lokatą w korpusie oficerów sanitarnych, grupa lekarzy. W styczniu 1931 został przeniesiony do Szpitala Szkolnego Centrum Wyszkolenia Sanitarnego w Warszawie na stanowisko starszego ordynatora. W październiku tego roku został przeniesiony do 1 Szpitala Okręgowego w Warszawie na takie samo stanowisko. Z dniem 30 listopada 1935 został przeniesiony w stan spoczynku.
Po powrocie do kraju pracował jako konsultant w szpitalu w Olszynce Grochowskiej. Zmarł 3 stycznia 1970 w Michalinie i został pochowany na cmentarzu parafialnym w Otwocku.
Był żonaty z Zofią z Kowalewskich (1900–1975).

## Ordery i odznaczenia
- Krzyż Niepodległości – 20 stycznia 1931 „za pracę w dziele odzyskania niepodległości”[19][2][20][21]
- Krzyż Walecznych[13]